# Mike Von Erich
Michael Brett Adkisson (Dallas (Texas), 2 maart 1964 - ?, 16 april 1987), beter bekend als Mike Von Erich, was een Amerikaans professioneel worstelaar. Hij was de zoon van Fritz Von Erich en de broer van David, Kevin, Kerry en Chris.

## Kampioenschappen en prestaties
- World Class Championship Wrestling
  - NWA American Heavyweight Championship (1 keer)
  - NWA World Six-Man Tag Team Championship (4 keer; 3x met Kerry & Kevin Von Erich en 1x met Kevin & Lance Von Erich)
  - WCCW Middle Eastern Championship (1 keer)

- World Wrestling Entertainment
  - WWE Hall of Fame (Class of 2009)